# The Bigger Picture (Lil Baby)
The Bigger Picture è un singolo del rapper statunitense Lil Baby, pubblicato il 12 giugno 2020 come primo estratto dalla versione deluxe del secondo album in studio My Turn.

## Descrizione
Il brano tratta la brutalità poliziesca negli Stati Uniti d'America, la morte di George Floyd e le proteste del movimento Black Lives Matter.

## Promozione
Lil Baby ha eseguito il brano accompagnato da Tamika Mallory e Killer Mike nell'ambito dei Grammy Award del 14 marzo 2021.

## Video musicale
Il video musicale è stato reso disponibile il 12 giugno 2020, in concomitanza con l'uscita del singolo.

## Tracce
Testi e musiche di Dominique Jones, Noah Pettigrew e Rai'shaun Williams.
Download digitale
1. The Bigger Picture – 4:12

12"
- Lato A

1. The Bigger Picture

- Lato B

1. The Bigger Picture (Instrumental)

## Formazione
Musicisti
- Lil Baby – voce
- Section 8 – programmazione

Produzione
- 'Noah – produzione
- Section 8 – produzione
- Matthew "Mattazik Muzik" – ingegneria del suono
- Robinson – ingegneria del suono
- Colin Leonard – mastering
- Thomas "Tillie" Mann – missaggio
- Princston "Perfect Harmany" – assistenza al missaggio
- Terry – assistenza al missaggio

## Successo commerciale
The Bigger Picture ha esordito alla 3ª posizione della Billboard Hot 100 statunitense, diventando il miglior posizionamento raggiunto dal rapper. Nella sua prima settimana ha venduto 8 000 copie pure ed ha accumulato 31,4 milioni di riproduzioni in streaming, esordendo in questo modo rispettivamente al 10º posto della Digital Songs ed al 2º nella Streaming Songs.

## Classifiche

### Classifiche settimanali
| Classifica (2020) | Posizione massima |
| ----------------- | ----------------- |
| Canada            | 18                |
| Grecia            | 73                |
| Irlanda           | 65                |
| Portogallo        | 116               |
| Regno Unito       | 54                |
| Stati Uniti       | 3                 |

### Classifiche di fine anno
| Classifica (2020) | Posizione |
| ----------------- | --------- |
| Stati Uniti       | 76        |